# Pohotovostní muniční sklad U Zeleného kříže
Bývalý pohotovostní muniční sklad U Zeleného kříže, nazývaný také Točka Jih (rusky тoчка юг), se nachází u místa Na Točně, jihovýchodně od kopce Smolná, východně od přírodní rezervace Smolenská Luka a severo-severovýchodně od zaniklé osady U Zeleného kříže, ve vojenském újezdu Libavá v Oderských vrších v okrese Olomouc v Olomouckém kraji. Je to soubor zbytků vojenských hangárů a příslušenství strategické vojenské základny vybudované sovětskou armádou. Možná zde byly umístěny rakety s jadernými hlavicemi. Místo bylo v období studené války nepřístupné i československé armádě. Protože se místo nachází ve vojenském prostoru, je bez povolení nepřístupné. K místu vede vojenská cesta.

## Historie a popis
Bývalý pohotovostní muniční sklad vznikl po okupaci Československa vojsky Varšavské smlouvy a následném zabrání Vojenského výcvikového prostoru Libavá jednotkami Sovětské armády. Střední skupina vojsk zde vybudovala přísně tajnou vojenskou základnu s ocelovými a betonovými hangáry a dalším zařízením. Základna byla uvedena do činnosti v roce 1984. Celá byla maskovaná a krytá lesními porosty. Veškeré stavební práce dělala sovětská armáda. Československá lidová armáda ani československá vláda neměly k místu přístup.
Hangáry (nazývané také sila či rusky granity) byly vybaveny klimatizací, jsou částečně zapuštěné do země, obsypané zeminou, porostlé lesní vegetací a mají masivní ocelová vrata. Dovnitř se vešla i dvě vozidla (nosiče raket).
Působila zde sovětská raketová jednotka s balistickými raketami středního doletu 9K76 Temp-S (v kódovém označení NATO nazývané SS-12 Scaleboard). Jednotka držela na československém území nepřetržitou bojovou pohotovost. Z tohoto a podobných míst v újezdu Libavá bylo možné odpálit hned 18 raket najednou.
V rámci přísně tajné plánované mise v březnu 1988 odvezli Sověti raketové nosiče a v červenci 1988 přijeli Američané zkontrolovat plnění dohody na místo.
Po odchodu sovětských vojsk z Československa začali někteří lidé rozkrádat stavební materiál z bývalého muničního skladu.

## Další informace
Ve vojenském výcvikovém prostoru Libavá se nachází celkem tři bývalé pohotovostní muniční sklady. Vedle Točky Jih je to ještě Točka Západ (u Mrskles a Mariánského údolí) a Točka Sever (u Staré Vody).

## Galerie

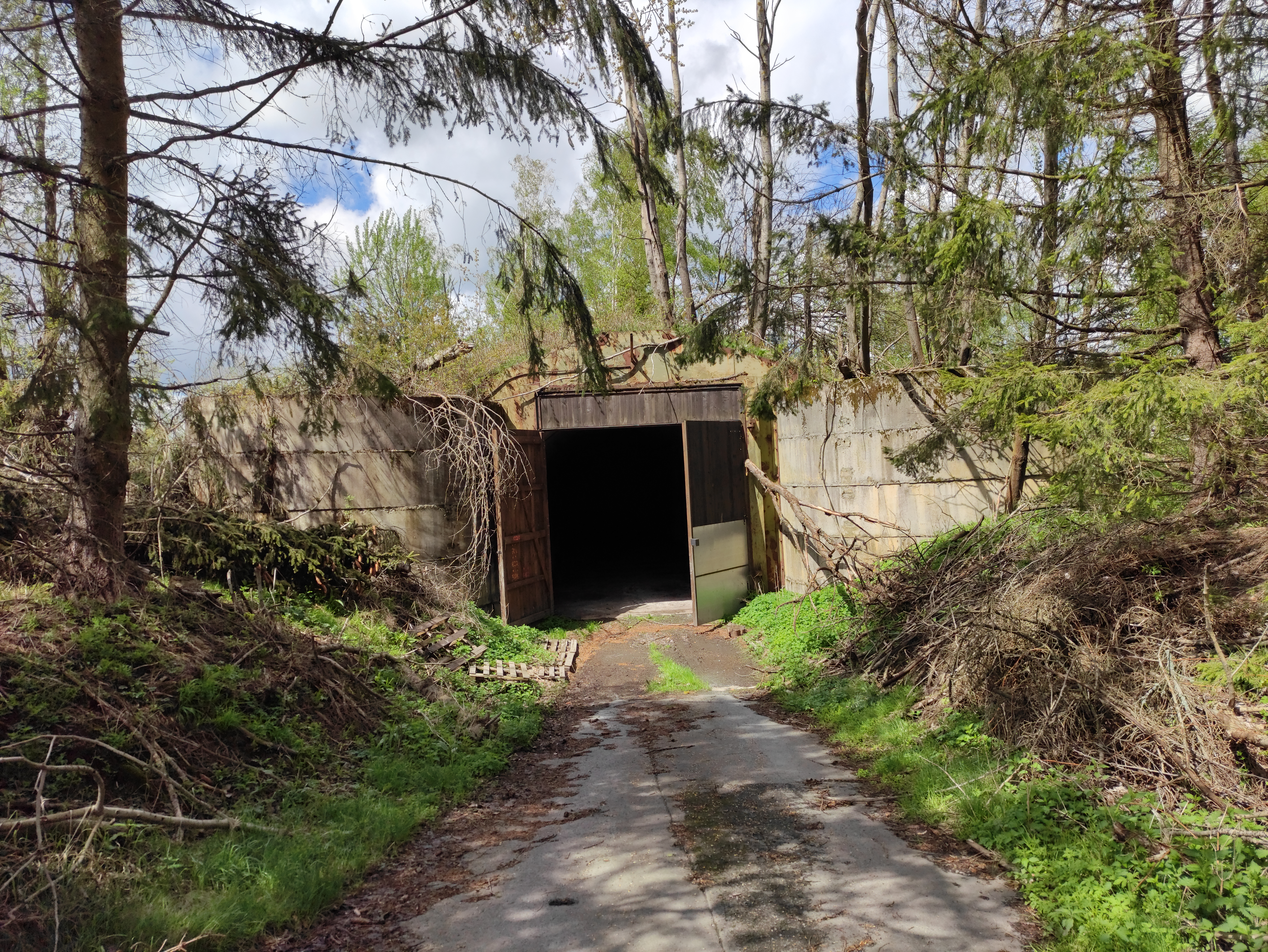
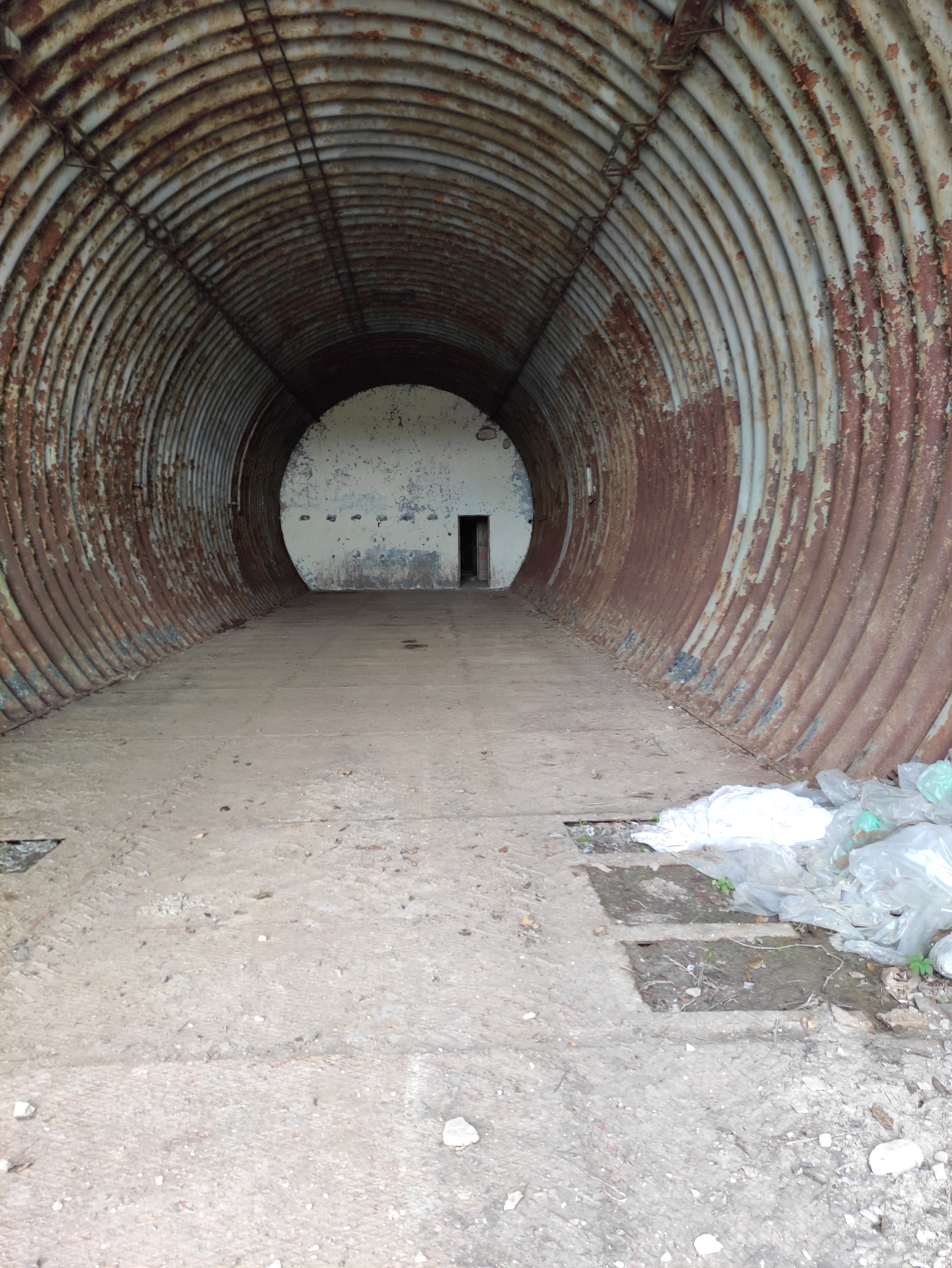
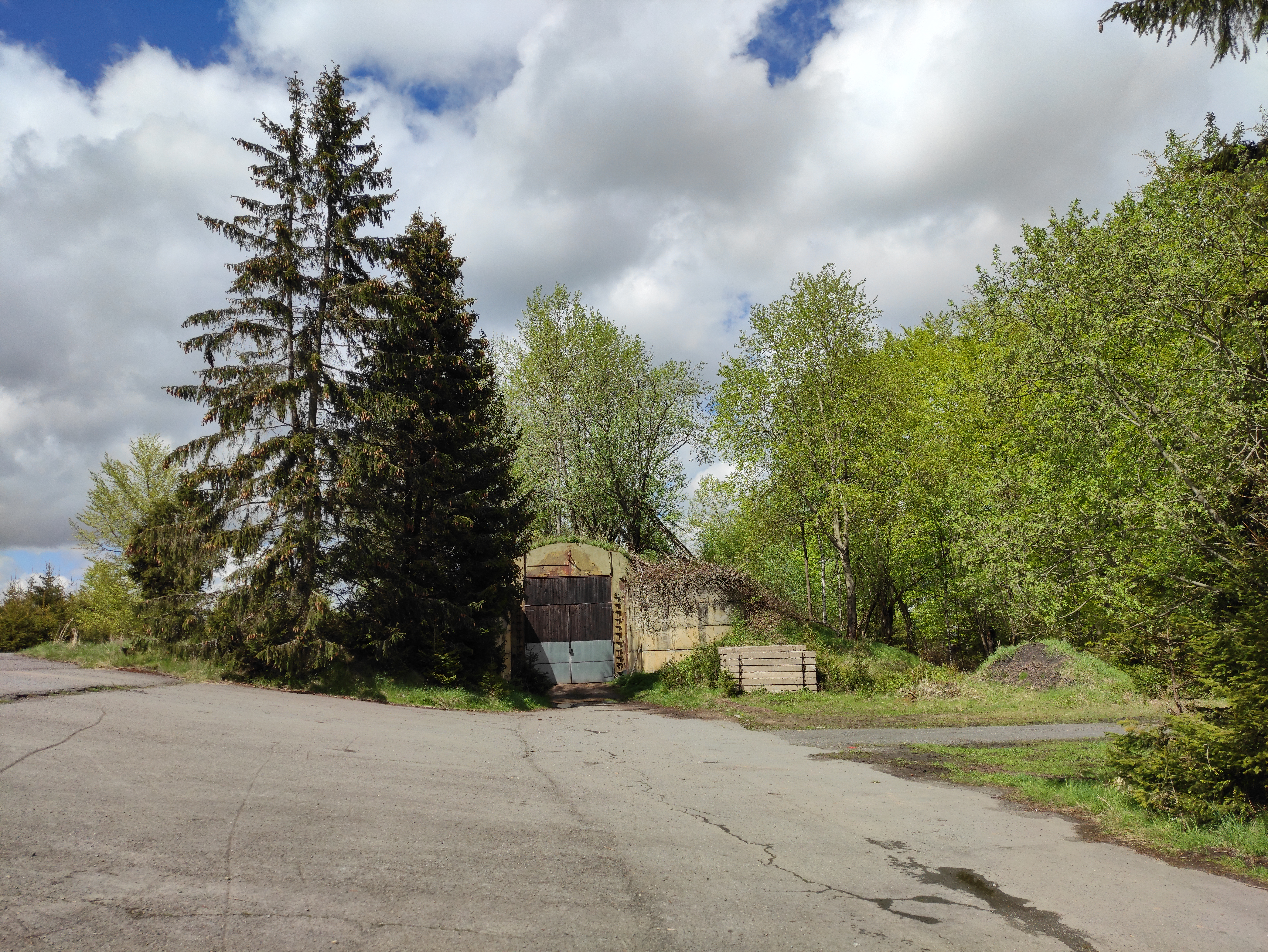
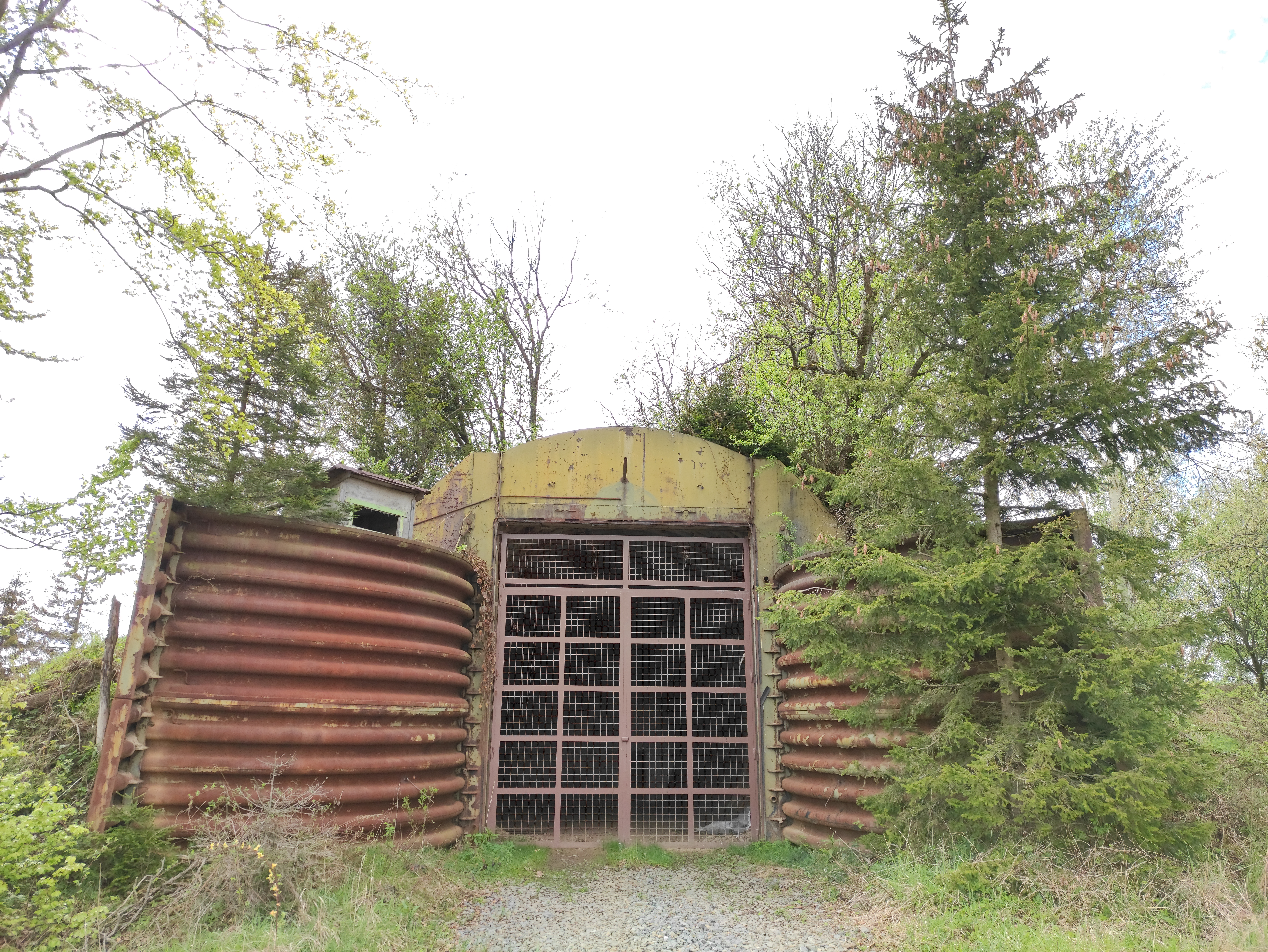
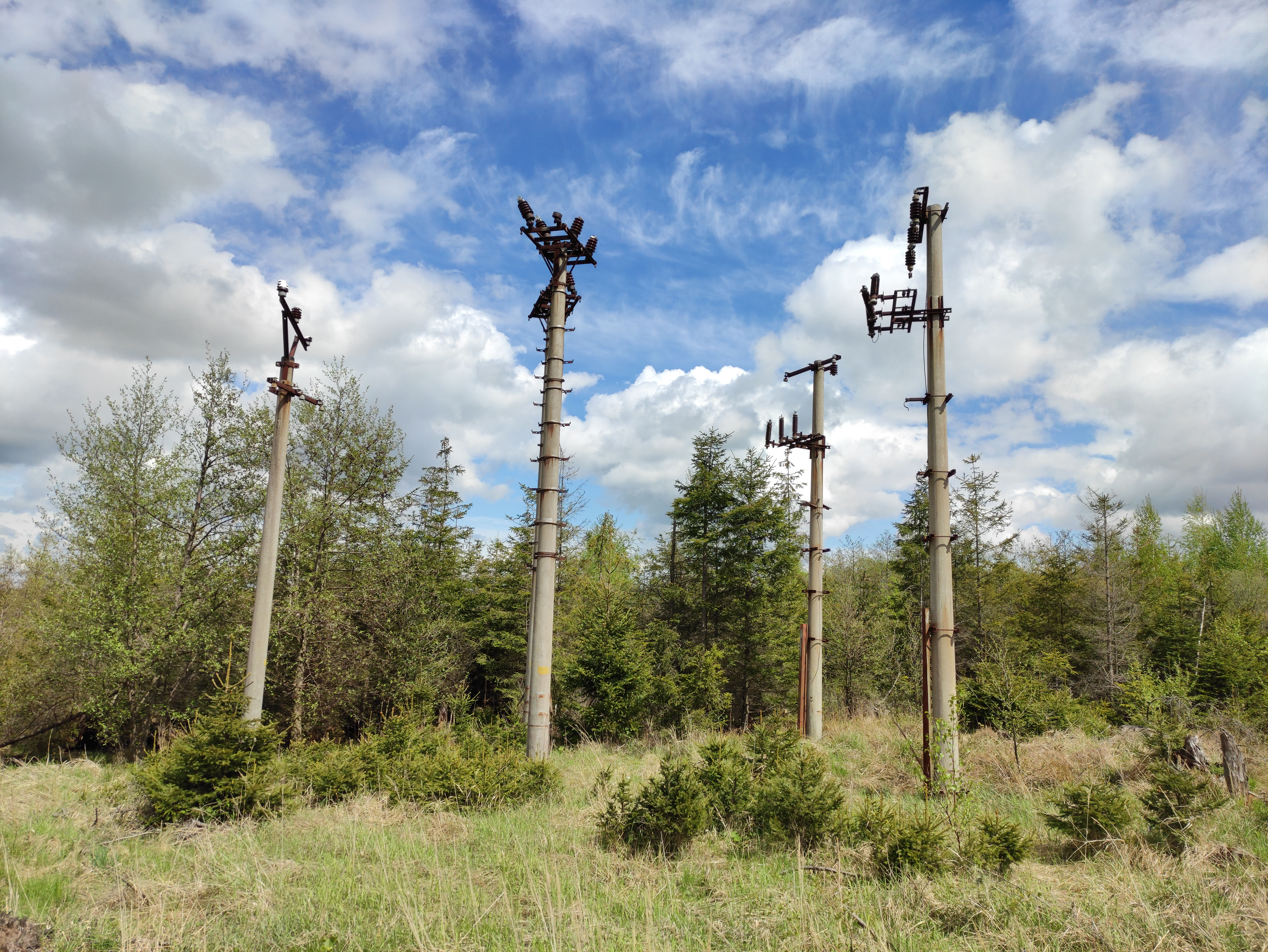
Zaniklý přívod elektrické energie
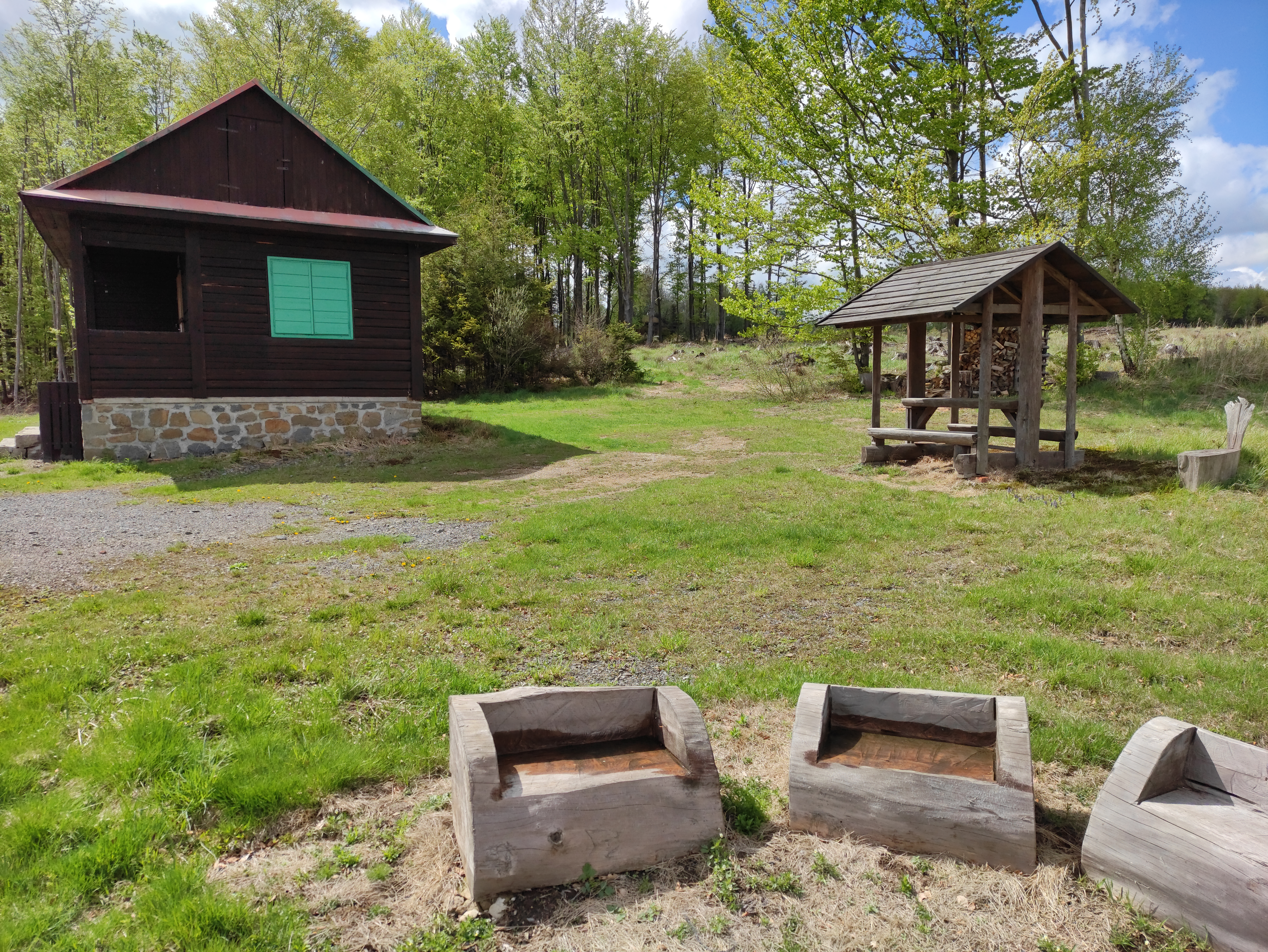
Srub nad Plazským potokem u bývalého pohotovostního muničního skladu